# Arp 273
Arp 273 is een groep interagerende sterrenstelsels die zich in het sterrenbeeld Andromeda bevindt, op een afstand van 300 miljoen lichtjaar. De groep werd voor het eerst beschreven in Atlas of Peculiar Galaxies, samengesteld door Halton Arp in 1966. De grootste van deze spiraalvormige sterrenstelsels, UGC 1810 genaamd, heeft een massa die ongeveer vijf keer groter is dan de kleinste van deze groep. Het heeft een vervormde ring —die enigszins doet denken aan een roos— door de werking van de zwaartekracht van UGC 1813, het onderliggende metgezelsterrenstelsel. Het kleinste sterrenstelsel vertoont duidelijke tekenen van actieve stervorming in de kern, en het wordt aannemelijk geacht "dat het kleinste sterrenstelsel daadwerkelijk door het grootste heen is gegaan".